# علم النفس العكسي
علم النفس العكسي هو أسلوب يُستخدم لإقناع أحدهم للقيام بسلوك ما عن طريق تأييد العكس تماما. ويعتمد هذا النهج على الظاهرة النفسية التي تدعى بالمفاعلة، أي يكون لدى الفرد ردة فعل محملة بالمشاعر السلبية، التي يرفض فيها الاقتناع، ولهذا يقوم بعكس ما هو مطلوب منه.

## الأطفال
يُستخدم علم النفس العكسي غالبا على الأطفال نظرا لاستجابتهم الكبيرة بظاهرة المفاعلة، وذلك لرغبتهم في استعادة حرية فعل بما يحلو لهم. كما يشعر بعض الآباء أن أفضل إستراتيجية هي استخدام إستراتيجية «علم النفس العكسي» أحياناً: كأمر الأطفال بالبقاء في المنزل ولكن المراد في الحقيقة هو أن يخرجوا ويلعبوا.
علم النفس العكسي هو مجرد أداة مستخدمة للتلاعب الذكي على الطفل الشقي فقط لا غير. ولكن تكثر الأسئلة حول هذا النهج عندما يصبح أكثر من كونه أداة فحسب، فمع احترام '«الذكاء العاطفي» و«الأبوة الناجحة»، إلا أنه ينصح بعدم استخدام علم النفس العكسي لأن مثل تلك الاستراتيجيات محيرة ومتلاعبة وغير صادقة وقليلا ما تنجح. بالإضافة إلى أن السماح المستمر للطفل بفعل عكس ما يؤمر به يُضعّف من سلطة الوالد.

## التدخل المتناقض
يرتبط أسلوب التدخل المتناقض ارتبطا وثيقا بعلم النفس العكسي في العلاج النفسي. ويطلق على هذا الأسلوب أيضا ب «وصف الأعراض» و«ضد الاقتراح». فالأسلوب المستخدم هنا هو تشكيل رسالة الشخص المعالج بطريقة تجعل مقاومة هذه الرسالة تحث على التغيير (أي صفات متناقضة، علم النفس العكسي).
ويمكن أن يكون لمثل تلك التدخلات أثرا مشابه لأثر الفكاهة المستخدمة في مساعدة العملاء لحل مشكلاتهم بطرق جديدة، فالمعالج يجعل السلوك أقل متعة عندما يكون مع العميل وليس ضده.

## التسويق المتناقض
في زمن يتوقع فيه الأفراد سهولة توفر كل شئ، فقد دخل أسلوب «الصعوبة في التوفر» كوسيلة بيع جديدة. فتكتسب العلامة التجارية الشهرة باستخدام هذه الوسيلة والحيلة التسويقية المقيدة -علم النفس العكسي. وقد ينتج عن ذلك وجود ما يسميه اليابانيون بالعلامة التجارية السرية، فلا تحتوي على سوق التجزئة المنتظم ولا البيان التسويقي. ولا وجود لهذه العلامة التجارية على شبكة الإنترنت سوى تنويهات سرية قليلة، فيحبها الناس لأن إيجادها يكاد أن يكون مستحيلا.

## التلاعب
قد يسحق علم النفس العكسي (ذات الفرد)، فهو يُشعر المستهدَف بعدم الكفاءة لأن الفرد يقتنع وبفعالية بتأدية الأمر المرغوب فيه. كما أن هذه الطريقة النفسية تعطينا أفضل النتائج عند استخدامها بحدود ولكن مضارها كبيرة جدا على إمكانات الطفل أو الفرد عند استخدمها دائماً.

## أردورنو وهوركيمير Horkheimer and Ardorno
عرّف ثيودور اردورنو Theodor Ardorno وماكس هوركيمير Max Horkheimer تأثير الثقافة المصنوعة على أنها «التحليل النفسي في الاتجاه المعاكس». وقد بدأ تحليلهم بالجدل الذي حدث في ألمانيا عندما صار ورثة الحركة الرومانسية بحثة «القوة بواسطة الفرح»، فقد قاموا بذلك فقط ليجعلوا حركتهم موضعا لانتقاء كلا من الإعلام والاشتراكية القومية. وتبدأ الأمثلة الحديثة في السبعينات عندما ازدهرت حركة «اللياقة والهرولة» في الولايات المتحدة. كما قد أحدث سباق العدو «ذا رينيق كريز» في بوسطن كاليفورنيا الكثير من الجدل، حيث كانت فكرته تقوم على أنه ليس ضروريا أن يكون الفرد ممارساً رياضياً جيداً في الصالة الرياضية ليكون لائقا بدنيا، وأن تقبّل الجسم هو السر لفعالية تمارين الإيروبيك. وقد استجابت صناعة الثقافة لتلك الفكرة بدعمها من خلال الحملات الإعلانية الكبرى من شركة كالفن كلاين وغيرها، فوضعت صور لعارضات أزياء ذوات الأجسام الممشوقة جدا، مما أدى إلى مقارنة الناس أنفسهم بالعارضات فأدى ذلك بدوره إلى خلق حس من المنافسة، إلا أنه أدى أيضا إلى تجنب العديد من طلاب الثانوية الهرولة بسبب خجلهم من أجسامهم.
قامت الثقافة المصنوعة ذات الإنتاج الضخم بتوحيد المنتجات وخصائصها. فيعد هذا التوحيد خطيرا لأن لهذه المنتجات قيمتها، فكثيرا ما تقدم وتعزز مُثل ومعايير تمثل انتقاد ضمني لأولئك الذين يفشلون في متابعة تلك الخصائص والتماشي معها. وتُظهر الدراسات التجريبية أن منتجات الثقافة الجماهيرية قد تقلل من الثقة ومن احترام الذات، وتسبب الإذلال فيما بين الرجال والنساء الذين لا تندرج بعض خصائصهم في النطاق التطبيعي للمظهر والسلوك والدين والعرق...الخ. ومثل ذلك، فإن الإعلانات كثيرا ما تسعى إلى خلق حاجة الشراء، وذلك بإظهار الاختلافات بين الحالات الفعلية الحقيقية وبين الحالات المثالية. وعادة ما يكون المقصد من ذلك هو إحداث عدم رضا بالوضع الراهن، كما تسعى أيضا إلى جعلهم يتوقعون أن امتلاكهم لهذه المنتجات هو الأمر الذي سيشعرهم بالرضا، وهو الذي سيحول الواقع الفعلي الحقيقي إلى الواقع المثالي.

## أمثلة
في الثقافة الشعبية

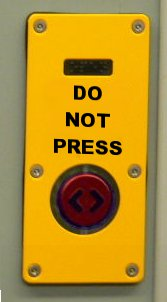
لافتة نمطية مضحكة تدعو المستخدم ألا يضغط على الزر.

من الأمثلة التقليدية لعلم النفس العكسي في الثقافة الشعبية هو الزر الأحمر الناصع الكبير وبجانبه علامة مكتوب عليها "لا تضغط"، أو علامة مكتوب عليها "اقفز على مسؤوليتك"، كما هو الحال في لعبة الحاسب الآلي "نيفرهود" حيث يوجد بجانب المجاري علامات مكتوب عليها "لا تقفز!" و"سوف تموت!"، على الرغم من أن القفز في أنبوب المجاري هو السبيل الوحيد للوصول إلى نهاية اللعبة دون إكمال اللعبة. كما أن شركة "لوني تيونز" معروفين باستخدام نكت "الزر الأحمر الناصع" أيضا. ومثال معروف لعلم النفس العكسي هو إحدى رسوم "لوني تيونز" المتحركة "رابيت فاير"، عندما كان باقز بني ودافي داك يحاولون إقناع آلمر فاد أنه موسم الصيد للأنواع الأخرى وليس موسمهم. وبعد الأخذ والعطاء، يعلن باقز قائلا "موسم البطة" ودافي قائلا "مو"موسم" الانب" الأرنب"، فيبدل باقز قوله إلى "موسم الأرنب" فيقول دافي بدوره "موسم البطة"، حتى انه تمادى إلى قول " أنا أقول أنه موسم البطة وأنا أقول أطلق النار!". ولكنه سرعان ما يُصدم وينزعج بعد فهمه أنه خُدِع. كما أن الفكاهة مشتقة من النتائج العكسية لعلم النفس العكسي أحيانا، كما في المسلسل الهزلي "فوكس تروت"، عندما يقوم جيسون، الذي كان معاقبا، بتوسل أمه أن تأخذ منه حاسبه الآلي بدلا من جعله يأكل علبة كاملة من كعكة "هوهو"، فتوافق. ويظهر مثال مشابه لذلك أيضا في المسلسل الهزلي "ناربونيك".
في رواية «بيرسي جاكسون واللص البرق» بقلم ريك ريودن، يقول بيرسي لبروكريوستس (كروستي) أن يجلس على السرير المائي لمعرفة ما إذا كان السرير سيتحمل وزن العملاق. فيربط بيرسي العملاق على السرير مقطعا رجليه ومن ثم قتله. وفي «بيرسي جاكسون ولعنة التيتان»، يقول بيرسي لرجل البحر المسن (نيريوس) «ليس البحر» ليخدعه بالظن أن بيرسي سيموت في الماء. فيقفز (نيرسون) من حوض السفينة، فيقوى بيرسي بما أن والده آله البحر.
وفي إحدى قصص «العم ريموس» لجويل تشانلير هاريس، عندما يهرب برير الأرنب من برير الثعلب ويتوسله مرارا وتكرارا قائلا: أرجوك لا تقذفني في بركة «برير»، فيقذفه الثعلب مما يسمح للأرنب بالهروب.
وترى نماذج برير الأرنب وبرير الثعلب الآلية في رحلة (سبلاش ماونتين)، كان برير الأرنب يحوم فوق مرجل مغلي. وعندما كان على وشك أن يقلى، بدأ برير الأرنب بالصراخ "حسنا يمكنك غليي، ولكن من فضلك لا ترميني في بركة «برير»، وعند هذه النقطة يسقط الركاب 50 قدم تحت الأرض.
وفي بعض حلقات «باقز بني»، استخدم باقز علم النفس العكسي، عندما وجه مسدس آلمر على نفسه قائلا أنه موسم الأرنب فيقول دافي بدوره انه موسم البطة (بدلا من موسم الأرنب) وأن آلمر هو الذي يجب أن يطلق النار.
في حلقة «أ تويست اف إد» من البرنامج التلفزيوني «إد، إيد بدالين وإدي»، في محاولة لشرح علم النفس العكسي، يأمر إد بدالين إد ألا يأكل كومة من التراب، بالتالي فان أول أمر يفعله إد هو أكل كومة من التراب. ويستخدم إد، إد بدالين وإدي الثلاثة علم النفس العكسي على أعداءهم اللدودات الأخوات «كانكورز»، الذي يرتد عليهم عكسيا عندما تقوم الفتيات باستخدام عكس علم النفس العكسي المشابه للخداع المزدوج على الثلاثة.
يظهر علم النفس العكسي مرات عديدة في «عائلة سيمبسون». في حلقة «أيام السبت الرعدية»، عندما يحادث هومر عقله بعد قراءة مقطع من كتاب بيل كوسبي عن الإرشاد الأبوي (الأبوة).
يحدث علم النفس العكسي أيضا في مسلسل «كيف قابلت أمك»، عندما تقوم نادلة بتحذير ليلي من لمس كوب القهوة الساخن، ولكن بالطبع ليلي تلمسه على وجه السرعة.
في قصة «برميل أمونتيلادو»، يستخدم مونريسور علم النفس العكسي لإقناع فورتينو للدخول إلى سردابه. فيقول أن فورتينتو متعب للغاية ويجب أن يأخذ قسطا من الراحة ويجب أن يجد شخصا آخر لمساعدته في مشكلته. وقد كان مونتريسور يعلم أن فورتيناتو سيرفض وسيقول أنه بخير وسيصر على الدخول إلى السرداب.
حدث مثال آخر لعلم النفس العكسي في الحياة الواقعية عند ترويج أغنية «الملحمة البوهيمة». وكانت مدة الأغنية 5 دقائق و55 ثانية، فشعر عديد من شركات التسجيل أنها لن تكسب اهتمام العامة بسبب طول مدتها. فقام فريدي ميركوري بإعطاء نسخة إلى مشغل الدي جي من لندن كيني ايفيريت، الذي كان صديقه، موجها إياه ألا يشغل الأغنية ولكنه يعلم أن ايفيريت سيشغلها.
في فيلم «من ورط الأرنب روجر»، اقتنع روجر بشرب كاس من الويسكي من نوع «سكوتش» باستخدام وسائل علم النفس العكسي.
وذكر في التوراة أن الملك سليمان قد أمر (هدد) بقطع طفل إلى نصفين عندما واجه اثنتين من الأمهات تدعي كلا منهما أنه طفلها. فيتبين له الأم الحقيقية من الأم الكاذبة عن طريق ردود أفعالهم.
في حلقة من برنامج «خدعة أم حلوى» الذي يقدمه ديرين براون، تحدوا طالبة ألا تضغط على الزر لكيلا تقتل القطة. وقد كانت محتارة جدا طوال فترة البرنامج، وكادت في نهايته أن تضغط على الزر فقط عندما وصل المؤقت إلى الصفر. وظهرت حالات أخرى أيضا أثناء هذه الحلقة، مثل أن يأمروا الأطفال بعدم فتح الصندوق الذي أعطاهم إياه المضيف ولكنهم يفتحونها في النهاية.
حدث مثال آخر لعلم النفس العكسي في الحياة الواقعية عندما قامت فنانة الموسيقى الصاخبة ليدي غاغا بترويج ألبومها القادم والأغنية الرئيسية للألبوم بإطلاق فيلم قصير يحث الجماهير لعدم شراء أغانيها مصرحة أنها «لم تعد فنانة».
في المسرحيات والخيال
يوجد الكثير من أمثلة علم النفس العكسي المستخدمة في الخيال والسينما والرسوم المتحركة بما في ذلك «يوليوس قيصر» لشكسبير، عندما يستخدم مارك أنتوني علم النفس العكسي لجعل سكان البلدة يتسببون في إحداث شغب.
في إحدى قصص «العم ريموس» لجويل تشاندلير هاريس، عندما يهرب برير الأرنب من برير الثعلب ويتوسله مرارا وتكرارا قائلا: أرجوك لا تقذفني في بركة «برير». فيفعل الثعلب ذلك مما يسمح للأرنب بالهروب «أي أن الأرنب يستخدم علم النفس العكسي ليفوق الثعلب دهاء وحيلة».
يحدث علم النفس العكسي مرات عديدة في «عائلة سيمبسون». في حلقة «أيام السبت الرعدية»، عندما يحادث هومر عقله بعد قراءة مقطع من كتاب «بيل كوسبي» عن الإرشاد الأبوي (الأبوة)
عقل هومر: ألم تفهم؟ يجب أن تستخدم علم النفس العكسي.
هومر: يبدو ذلك معقدا للغاية.
عقل هومر: حسنا، لا تستخدم علم النفس العكسي.
هومر: حسنا، سأفعل!